# Rick J. Jordan
Rick J. Jordan, född som Hendrik Stedler 1 januari 1968 i Hannover, Tyskland, är känd som en av medlemmarna/grundarna av bandet Scooter och syntpopbandet Celebrate the Nun. Hans fru Nikk har framträtt med Scooter flera gånger, bland annat i singlarna Nessaja och Jigga Jigga.
Efter 21 år som bandmedlem lämnade Rick Jordan Scooter och så småningom började han som basist i indie-rockbandet Leichtmatrose.